# Bertil Carlsson (konstnär)
Bertil Carlsson, född 9 februari 1930 i Karlstad, död 7 februari 2018, var en svensk konstnär och recitatör.
Han har tilldelats Frödingmedaljen 1986 och Karlstads stads kulturpris.
Hans konst består av naturalistiska landskap, nonfigurativa kompositioner och blandade motiv, ur Gustaf Frödings diktning i olja, akvarell, grafik eller skulpturalt. Vid sidan av sitt konstskapande var han tolkare av Gustaf Frödings dikter och har givit ut ljudboken Bertil Carlsson läser Fröding där han själv har formgivit omslaget.